# 查尔斯·维多
查尔斯·维多（Charles Vidor，原名Károly Vidor；1900年7月27日—1959年6月4日） 是一名匈牙利电影导演，主要在好莱坞拍摄工作，并在好莱坞星光大道上拥有一颗星。

## 生平
他出生于匈牙利布达佩斯，第一次世界大战期间曾在奧匈陸軍服役。1922年，维多移居美国，曾是哈德逊湾公司的码头工人，之后前往好莱坞，担任亚历克斯·科达的助手。
业余时间用自己花钱制作了短片《桥》（The Bridge；1929年），效果不错，环球影业因此给他提供了一个编辑部的工作。
他曾参与导演米高梅的《傅满洲的面具》（1932），但没有署名。他的第一个署名作品是1933年的《Sensation Hunters》。

### 哥伦比亚影业
在历经多家制片厂后，维多与哥伦比亚电影公司签约，执导一些小成本电影，他后来表示很喜欢这种小制作。他逐渐成为哥伦比亚公司的大导演，但却与老板哈里·考恩不睦，考恩曾希望他执导《三更天》（1947），但遭到拒绝。
1946年，维多起诉哥伦比亚，要求解除合同并赔偿78,000美元，原因是他遭到了考恩的辱骂，两次把他气哭。但他败诉，只能重返工作。他开始执导《来自科罗拉多的人》（1949），但在拍摄时间安排上再次与考恩发生冲突，并因拍摄进度过满而被换掉。
1949年8月，维多被公司要求执导《漂亮女孩》（1950），他表示拒绝，公司因此将他停职，而他则表示要终止合同。9月，哥伦比亚起诉维多，阻止他终止合同。1949年10月，维多以75,000美元的价格买断自己的合同，路易·B·梅耶充当中间人。

### 晚年
1949年12月，维多与米高梅签署合同，执导电影《The Running of the Tide》 ，但实际该电影从未开始拍摄。但之后他仍为米高梅执导了《锦绣山河》（1951）。
他的最后一部作品是《一曲相思情未了》。他在拍摄开始三周后在維也納因心脏病发作去世 。死后，他安葬于东洛杉矶的和平之家公墓（Home of Peace Cemetery）。